# Kirby Bliss Blanton
Kirby Bliss Blanton (The Woodlands, Texas, 24 de outubro de 1990) é uma atriz americana conhecida por seu papel no filme de comédia Project X .

## Filmografia
| Ano       | Título            | Papel                | Notas                                         |
| 2004–2005 | Unfabulous        | Tiffany / Email Girl | "The Picture" "The Little Sister"             |
| 2006      | Zoey 101          | Garota               | "Broadcast Views"                             |
| 2006      | Entourage         | Amanda               | "One Day in the Valley"                       |
| 2006      | Hannah Montana    | Becca Weller         | "Miley, Get Your Gum" "Oops! I Meddled Again" |
| 2007      | Scar              | Olympia Burrows      |                                               |
| 2008      | Ball Don't Lie    | Jamie Smith          |                                               |
| 2012      | Project X         | Kirby                |                                               |
| 2012      | The Inbetweeners  | Charlotte Allen      | "The Wrong Box" "The Masters"                 |
| 2013      | The Green Inferno | Amy                  |                                               |
| 2018      | Death Wish        | Bethany              |                                               |